# Nothomicrodon aztecarum
Nothomicrodon aztecarum (лат.) — вид мух-журчалок из подсемейства Microdontinae. Единственный вид рода.

## Описание
Необычные личинки обнаружены в картонном муравейнике Azteca trigona (Dolichoderinae), где собирают падаль. Вид был описан из Панамы американским мирмекологом Уильямом Уилером. Некоторые специалисты (Shannon, 1925: 213) помещают род Nothomicrodon в качестве синонима в состав рода Microdon. У личинок нет характерных для Syrphidae признаков, и вероятно они принадлежат к семейству Phoridae. После первого обнаружения этот вид более не находили.

## Распространение
Неотропика.